# Ключівська сільська рада (Ключівський район)
Ключі́вська сільська рада (рос. Ключевский сельский совет) — сільське поселення у складі Ключівського району Алтайського краю Росії.
Адміністративний центр — село Ключі.

## Історія
2010 року до складу сільради увійшла ліквідована Платовська сільська рада (село Платовка).

## Населення
Населення — 8772 особи (2019; 9340 в 2010, 9752 у 2002).

## Склад
До складу сільської ради входять:
| Населений пункт      | Населення, осіб (2002) | Населення, осіб (2010) |
| -------------------- | ---------------------- | ---------------------- |
| Ключі, село          | 9278                   | 8892                   |
| Нововознесенка, село | 210                    | 180                    |
| Платовка, село       | 264                    | 268                    |